# ゼネラル・エレクトリック T700

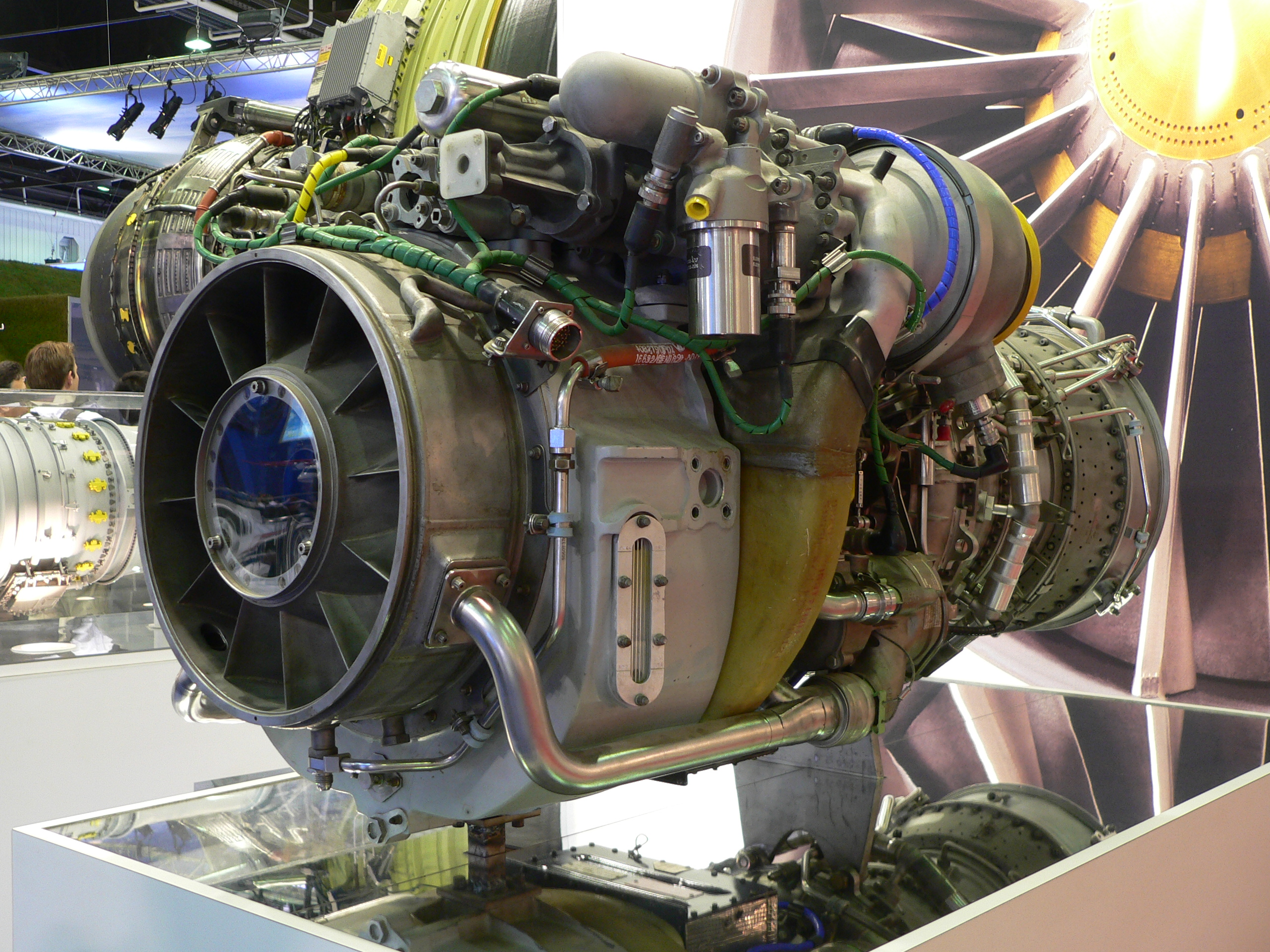
パリ航空ショー2007で展示されたCT7/T700

 T700とCT7は、軸出力が180-3,000馬力のクラスの、ターボシャフトおよびターボプロップエンジンのシリーズである。

## 開発
1967年にゼネラル・エレクトリック（現GE・アビエーション）は、アメリカ陸軍の次世代多目的ヘリコプターへの取り組みに対応して、"GE12"と呼ばれるデモンストレーション用の新しいターボシャフトエンジンの開発を開始した。アメリカ陸軍の取り組みは、1970年代にGE12の後継の量産機であるGE "T700" ターボシャフトエンジンを2基搭載した、シコルスキー S-70の開発に結びついた。
T700は、1973年に最初のベンチテストを実施、1976年に軍の審査に合格し、1978年に生産を開始した。最初の"T700-GE-700"は、ギアを使用しないフリー（パワー）タービンを持ったターボシャフトエンジンである。5段軸流式と1段遠心式の複合圧縮機を持ち、一体のブリスク型の軸流圧縮機が特徴である。最初の2段の固定ステージは可変である。燃焼を改善し排煙を低減するための、直噴式の環状燃焼室を備えている。2段の圧縮タービンと、先端が覆われた羽根を持つ2段のフリー（パワー）タービンを持っている。エンジンは、高い信頼性を目的に設計されていて、流入した埃・砂・塵を分離してはじき出すことが特徴である。T700-GE-700の通常の軸出力は、1,210 kW（1,622 馬力）と評価されている。
T700-GE-700の後継として、UH-60 ブラックホーク・AH-64 アパッチだけでなく、UH-60の海軍向けの派生であるSH-60 シーホーク、SH-2G スーパーシースプライト、AH-1W スーパーコブラ向けに、改善・更新された。なお、T700はイタリアのアルファロメオがライセンス生産契約を結んでおり、ヨーロッパ向けのものは同社が製造する。実際にアルファロメオ製のT700が民間向けのアグスタウェストランド AW101/EH101や、イタリア向けのNHI NH90で使われている。3発機のEH101をのぞいて、これらは全て2発機である。
T700の民間向けのバージョンであるCT7が、UH-1 ヒューイの拡大版であるベル 214ST、UH-60の民間向けシコルスキー S-70、UH-60から派生したシコルスキー S-92に2基ずつ搭載されている。ターボプロップ版のCT7も存在する。
ターボプロップ版のCT7は、ターボシャフト版と本体部分は同一であるが、前方にプロペラギアボックスが取り付けられる。ターボプロップ版のCT7は、スウェーデンの旅客機サーブ 340の派生機種、インドネシア・スパニッシュ・エアテックの貨物機CASA CN-235、チェコの旅客機Let L-610に2基ずつ搭載されている。基準となるCT7-5Aは、離陸時で1,294 kW（1,735 馬力）の軸出力を実現した。
1980年代の後半に、GEは、より大きなターボプロップのT407/GLC38を企画した。これは、5段の軸流式と1段の遠心式の複合コンプレッサー、15のバーナーによる環状燃焼室、2段の圧縮タービン、3段のパワータービンを持ち、離陸時で最大4,475 kW（6,000 馬力）の軸出力を実現した。
YT706は、CT7-8A エンジンに基づいている。現在、UH-60を動かしているT700と比較して、YT706はより大きな圧縮機を持ち、高温セクションが改善され、完全なデジタルエンジン制御となっている。YT706は、現在のT700-701Cよりも出力が最大で30%向上し、アメリカ陸軍が特殊任務のために製作したMH-60M ブラックホークの任務遂行能力の向上に寄与した。

## 搭載機

### T700
- AH-1W スーパーコブラ
- UH-1Y ヴェノム
- AH-1Z ヴァイパー
- SH-2G スーパーシースプライト
- H-60 シリーズ
  - UH-60 ブラックホーク
    - UH-60J
    - HH-60 ペイブ・ホーク

  - SH-60 シーホーク
    - SH-60J
    - SH-60K
    - SH-60L
    - HH-60 ジェイホーク
    - X-49 スピードホーク
- AH-64 アパッチ
  - AH-64D アパッチ・ロングボウ
- NHインダストリーズ NH90
- アグスタウェストランド AW101/CH-149 コルモラント/VH-71 ケストレル
- CH-148 サイクロン

### CT7ターボシャフト
- ベル 214ST
- シコルスキー S-70
- シコルスキー S-92
- レオナルド AW249

### CT7ターボプロップ
- CASA CN-235
- サーブ 340
- スホーイ Su-80

## 主要諸元 (T700)
- 形式：ターボシャフト
- 全長：47 in（T700-GE-700/701 シリーズ）から48.2 in（T700/T6A）
- 直径：25 in/26 in（T700/T6E）
- 重量：437 lb（T700-GE-700）から537 lb（T700/T6E）
- 圧縮機：5-6段の軸流圧縮式と1段の遠心圧縮式
- 燃焼室：円環状燃焼室
- 軸出力：1,622 shp（T700-GE-700）から2,380 shp（T700/T6E）
- 圧縮比：17:1
- 燃費：0.433（T700/T6E）から0.465（T700-GE-701A）
- パワーウェイトレシオ：3.71shp/lb（T700-GE-700）から4.48 shp/lb（T700/T6A）

## 参照
1. ↑  “GE YT706 Production Contract Awarded by US Army”.   GE Aviation (2007年8月13日). 2007年8月16日閲覧。